# Джон Бекъс
Джон Уорнър Бекъс (на английски: John Warner Backus) е американски информатик.
Той ръководи екипа, изобретил първия широко използван програмен език на високо ниво FORTRANq и изобретява формата Backus-Naur form (BNF) – почти универсално използвана система за означаване на езиковия синтаксис. Прави проучвания на програмирането на ниво функции и помага да се популяризират.
IEEE го награждават с наградата W.W. McDowell Award през 1967 г. за развитие на FORTRAN. Той получава Национален орден в областта на науката през 1975 г. и награда ACM Turing Award през 1977 г., за задълбочен, влиятелен и траен принос към дизайна на програмните практически системи от високо ниво, особено заради работата си по FORTRAN и за публикуването на официални процедури по уточняване на програмните езици.

## Биография
Бекъс е роден на 3 декември 1924 година във Филаделфия, Пенсилвания, но израства в близкия Уилмингтън, Делъуевър. Учи в Хил в Потстаун, Пенсилвания. След като влиза в Университета във Вирджиния, за да учи химия, се отказва и е призован в американската армия. Започва да учи медицина в колежа в Хейвфорд и по време на стажа му в болница му поставят диагноза краниален тумор, който е успешно премахнат; монтирана е пластина в главата му и той приключва медицинското си обучение след 9 месеца, след което следва операция за подмяна на пластината с подобна по негов дизайн.
След като се мести в Ню Йорк, той от начало учи за радио техник и започва да се интересува от математика. През 1949 г. завършва Колумбийския университет с магистърска степен по математика и се присъединява към IBM през 1950 г. През първите 3 г. работи по SSEC- Selective Sequence Electronic Calculator. Първият му голям проект е да напише програма за изчисление позициите на Луната. През 1953 г. той разработва Speedcoding, първия език от високо ниво, създаден за компютър на IBM.
С цел да се улесни програмирането през 1954 г. той събира екип, който да формулира и развие Fortran за компютъра на IBM 704. Това е първият език от високо ниво, който започва да се използва широко.
В края на 50-те години на 20 век, той участва в международните комисии, които развиват Алгол 58 и Алгол 60, последния бързо се превръща в световен стандарт за публикуване на алгоритми. Той представя Бакус-Наур формата (BNF) в доклада на ЮНЕСКО за Алгол 58. Това е официална система за описване на всякакъв вид контекстно независим програмен език и играе важна роля при развитието на програмите за компилиране. Този негов принос му помага да спечели награда Тюринг (английски: Turing Award).
По-късно работи върху език за функционалното програмиране, известен като ФП (FP), описан в лекцията му при връчването на Тюринг наградата със заглавие: „Може ли програмирането да се освободи от стила фон Нойман?“. Той прекарва последната част от кариерата си развивайки езика FL (Function level), наследник на FP.
Той получава титлата сътрудник на IBM (IBM Fellow) през 1963 г. и е награден с титла хонорис кауза от университета „Анри Поанкаре“ в Нанси (Франция) през 1989 г. и награда Дрейпър през 1993 г.
Пенсионира се през 1991 г. и умира в дома си в Ашланд, Орегон на 17 март 2007 г.

## Награди и отличия
- IBM Fellow (1963)
- W.W. Макдауъл Award (1967)
- Носител на медал от Националната фондация за наука (National Science Foundation) (1975)
- Тюринг награда (1977)
- Сътрудник на Американската академия на науките и изкуствата (1985 г.)
- Носител на степен хонорис кауза от Университета Анри Поанкаре (1989 г.)
- Носител на награда Дрейпър (1993 г.)
- Носител на наградата на Музея по компютърна история (Computer History Museum Fellow Award)(1997)
- Астероид 6830 Джон Бекъс, наречен в негова чест (1 юни 2007 г.)